# Мудрей Василь Петрович
Василь Петрович Мудрей (нар. 14 червня 1958, Чернівецька область, УРСР) — радянський та український футболіст, воротар. Більшу частину кар'єри провів у чернівецькій «Буковині», де є одним з рекордсменів за кількістю зіграних матчів серед голкіперів. Провів понад 200 офіційних матчів у складі різних команд.

## Життєпис
Вихованець буковинського футболу, в 1979 році дебютував у другій союзній лізі в складі чернівецької «Буковини», кольори якої захищав до завершення сезону 1985 року. У 1980 та 1982 році став з чернівецькою командою срібним призером та переможцем чемпіонату УРСР. Всього за «Буковину» провів 105 офіційних матчів та став одним з рекордсменів по цьому показнику серед голкіперів. У 1990 році захищав кольори чортківського «Кристалу», який був представлений в змаганнях КФК. Впродовж 1992—1995 років виступав в клубах: «Дністер» (Заліщики) та «Кристал» (Чортків), за які провів 97 офіційних матчів (у першій та другій лізі — по 27 матчів, в третій лізі — 41 матч та 2 поєдинки у кубку України). Після чого повернувся до Чернівців та працював дитячо-юнацьким тренером. В 2000-х роках перебрався до Іспанії, де час від часу виступає за аматорську команду української діаспори.

## Досягнення
- Чемпіонат УРСР
  -  Чемпіон (1): 1982
  -  Срібний призер (1): 1980
- Перехідна ліга України
  -  Чемпіон (1): 1992